# Mathew Vaea
Tuala Mathew M. Vaea (Apia, 12 de septiembre de 1966) es un ex–jugador samoano de rugby que se desempeñaba como medio scrum.

## Selección nacional
Fue convocado a Manu Samoa por primera vez en mayo de 1991 para enfrentar a las Ikale Tahi, siempre fue el pateador titular y disputó su último partido en noviembre de 1995 ante el XV del Cardo. En total solo jugó ocho partidos y marcó 25 puntos.

### Participaciones en Copas del Mundo
Solo disputó una Copa del Mundo; Inglaterra 1991 donde Manu Samoa venció a los Dragones rojos y a los Pumas en fase de grupos, consiguiendo el pase a los cuartos de final y allí sería eliminado por los escoceses liderados por Gavin Hastings. Vaea jugó todos los partidos y fue el pateador de su seleccionado.
| Mundial                       | Sede       | Resultado        | PJ | Puntos |
| ----------------------------- | ---------- | ---------------- | -- | ------ |
| Copa Mundial de Rugby de 1991 | Inglaterra | Cuartos de final | 4  | 25     |

## Palmarés
- Campeón del Pacific Nations Cup de 1991 y 1992.